# Curcuma zedoarioides
Curcuma zedoarioides là một loài thực vật có hoa trong họ Gừng. Loài này được Arunrat Chaveerach và Tawatchai Tanee mô tả khoa học đầu tiên năm 2008. Mẫu định danh: A. Chaveerach 614; thu thập ở cao độ 200 m ngày 20 tháng 7 năm 2001 tại Ban Khok Sa-Nga, huyện Nam Phong, tỉnh Khon Kaen, đông bắc Thái Lan.
Tên bản địa của loài này là waan phaya ngu tuamia theo cách gọi của các thầy lang. Một số thành viên của họ Zingiberaceae và các họ khác như Amaryllidaceae, Asteraceae, Solanaceae, Fabaceae và Asteliaceae, tạo thành một nhóm thực vật quan trọng được gọi là waan trong tiếng Thái. Từ này đề cập đến rễ hoặc phần thân lưu trữ chất dưới lòng đất. Từ phaya ngu trong tiếng Thái có nghĩa là rắn hổ mang chúa, trong khi từ tuamia có nghĩa là cái, và trong trường hợp này nó có nghĩa là "nghệ rắn hổ mang chúa cái".

## Từ nguyên
Tính từ định danh nguyên gốc của loài được nhóm tác giả đặt là zedoaroides từ sự tương tự của nó với C. zedoaria. Tuy nhiên, vì là phái sinh từ zedoaria nên dạng đúng của nó phải là zedoarioides và các tài liệu sau đó đã hiệu chỉnh lại danh pháp.

## Phân bố
Loài này có tại tỉnh Khon Kaen, đông bắc Thái Lan. Loài này được trồng trên các khu đất trống trong vườn nhà với đất sét ẩm ướt và dưới bóng cây ở độ cao 200 m tại Ban Khok Sa-Nga (bản Rắn hổ mang chúa) và một số làng lân cận, thuộc huyện Nam Phong, tỉnh Khon Kaen ở đông bắc Thái Lan.

## Mô tả
Cây thảo thân rễ trên cạn, sống lâu năm. Thân rễ phân nhánh; nhánh sơ cấp thẳng, hình nón rộng, 10–12 × 3–5 cm; thân rễ thứ cấp hình trụ, 8–10 × 2,5–3 cm, phát triển từ chồi nách trên thân rễ sơ cấp, mọc xuống dưới, vỏ màu ánh lục nhạt và ánh bạc, ruột màu vàng trong mùa khô và lục nhạt tới vàng trong mùa mưa, thơm. Rễ chùm, một số phình to thành củ hình trứng hay hình nón ở đỉnh. Thân giả cao 70-100 cm. Lá một năm, 5-7, bẹ lá dài 25-40 cm, màu xanh lục, nhẵn nhụi. Cuống lá thanh mảnh, dài 8-12 cm hoặc hơn. Lưỡi bẹ rất ngắn, dài 2-3 mm, đỉnh 2 thùy nông. Phiến lá thuôn dài đến thuôn dài-hình mác, 70-100 × 15-18 cm, mặt trên nhẵn nhụi, màu xanh lục với vết màu tía ánh đỏ chạy dọc theo gân giữa, mặt dưới có lông. Các cụm hoa phát triển ở hai bên của thân rễ sơ cấp, thẳng, dài 15-18 cm, cuống cụm dài 25-28 cm, đáy với 4-5 bẹ lá hình elip, 3,5–6,5 × 2,0–2,3 cm, đỉnh có khía răng cưa và mấu nhọn dài ~1 mm phía trên đỉnh, màu xanh lục, hai mặt nhẵn nhụi. Lá bắc xếp lợp; lá bắc sinh sản 15-18, hình trứng rộng, 4,2-5 × 3,2-3,5 cm, dạng túi, màu xanh lục, đỉnh thuôn tròn hoặc nhọn với mép màu tía, đáy hợp sinh ~1/3 chiều dài, hai mặt nhẵn nhụi, 3-8 hoa mỗi lá bắc, lá bắc mào 4-7, hình trứng-thuôn dài, 5,8-7 × 3,2-3,5 cm, màu hồng sẫm, hai mặt nhẵn nhụi, đáy dạng túi, đáy hợp sinh ~1/5 chiều dài, đỉnh tù. Lá bắc con hình elip-hình trứng, dài ~1 cm, màu trắng, như màng, đỉnh thuôn tròn, hai mặt nhẵn nhụi. Đài hoa hình ống, như màng, có lông tơ, 0,5-0,7 × 0,2-0,3 cm, đỉnh 3 thuỳ không đều, đỉnh thùy thuôn tròn, khía xuống một bên dài ~1-2 mm. Ống tràng hoa dài 2,0-2,3 cm, màu vàng nhạt đến trắng, 3 thùy màu vàng nhạt đến trắng; thùy lưng hình trứng rộng, 1,7-2 × 1,5-1,7 cm, dạng túi, đỉnh có nắp và mấu nhọn dài 2-3 mm, mặt ngoài thưa lông tơ, mặt trong nhẵn nhụi, các thùy bên hình trứng, 1,8-2,1 × 1-1,2 cm, đỉnh thuôn tròn, hai mặt nhẵn nhụi. Cánh môi hình trứng ngược, màu vàng nhạt với dải màu vàng sẫm ở giữa chạy từ đáy đến đỉnh, 2-2,2 × 1,6-1,8 cm, đỉnh hơi chia 3 thùy. Các nhị lép bên thuôn dài, 1-1,2 × 0,5-0,6 cm, màu vàng nhạt, đỉnh thuôn tròn. Nhị 1, chỉ nhị phẳng, dài 0,8-1 cm, đáy hợp sinh với các nhị lép bên. Bao phấn lắc lư, 4-5 × 2-3 mm, 2 cựa dài ở gốc, mặt lưng có lông tơ. Bầu nhụy hạ, dài ~0,2 cm, có lông tơ, 3 ngăn, noãn đính trụ. Vòi nhụy 1, hình chỉ, dài 0,5-0,7 cm, đầu nhụy hình chén, hơi chia 4 thùy, lỗ nhỏ có lông rung. Tuyến trên bầu 2, thuôn dài hẹp, dài 4 mm, màu vàng nhạt, đỉnh nhọn. Không thấy quả. Ra hoa tháng 3-5.
C. zedoarioides là tương tự như C. zedoaria ở các điểm sau: Đầu rễ chùm phình to đường kính ~1 cm; thân rễ mọc thẳng, phân nhánh, vỏ màu vàng nhạt ánh bạc, ruột màu vàng nhạt; phiến lá màu xanh lục sẫm với vệt màu ánh tía sẫm dọc theo gân chính, mặt trên nhẵn nhụi, mặt dưới nhẵn nhụi hoặc có lông; các cụm hoa phát triển trên thân rễ thường xuất hiện trước lá; đài hoa 3 thùy không đều; tràng hoa, nhị lép và cánh môi màu vàng, cánh môi với dải giữa màu vàng sẫm; nhưng khác ở các đặc điểm sau: Kiểu phân nhánh thân rễ với thân rễ thứ cấp phát triển từ chồi nách trên thân rễ sơ cấp thành loạt và các thân rễ này phát triển phía trên hoặc hơi lệch từ các thân rễ già trước đó; các thân rễ thứ cấp thò ra cong xuống; phiến lá từ thuôn dài tới thuôn dài-hình mác; cuống cụm hoa nhẵn nhụi; lá bắc sinh sản nhẵn nhụi cả hai mặt; lá bắc mào nhẵn nhụi; các thùy tràng hoa màu vàng nhạt tới trắng, các thùy bên hình trứng, thùy lưng hình trứng rộng.

## Sử dụng
Cùng với C. sattayasaiorum (tên gọi bản địa: waan phaya ngu tuaphu - nghĩa là nghệ rắn hổ mang đực), các thân rễ được sử dụng theo truyền thống trong nhiều thập kỷ tại khu vực này làm thuốc giải nọc độc rắn hổ mang.